# Famous in Love (2.ª temporada)
A segunda e última temporada de Famous in Love, uma série de drama americana baseado no romance de mesmo nome de Rebecca Serle, estreou em 4 de abril 2018 pela Freeform, terminando em 30 de maio no mesmo ano. Em 29 de junho de 2018, foi anunciado que a emissora havia cancelado a série após duas temporadas.

## Enredo
A segunda temporada se passa dois meses depois da coletiva de imprensa onde Paige teve que escolher entre Rainer e Jake. É também e revelado quem ela escolhe durante a estreia da temporada.

## Elenco

### Regular
- Bella Thorne como Paige Townsen
- Carter Jenkins como Rainer Devon
- Charlie DePew como Jake Salt
- Georgie Flores como Cassandra Perkins
- Niki Koss como Alexis Glenn
- Pepi Sonuga como Tangey Turner
- Keith Powers como Jordan Wilder
- Perrey Reeves como Nina Devon

### Convidados
- Shawn Christian como Alan Mills
- Romeo Miller como Pablo $$
- Vanessa A. Williams como Ida Turner
- Danielle Campbell como Harper Tate
- Sofia Carson como Sloane Silver
- Claudia Lee como Billy
- Sophia Ali como Joanie

## Produção
Em 3 de agosto de 2017 foi anunciado que a série foi renovada para uma segunda temporada, a temporada estreou na quarta-feira, 4 de abril às 20:00. Troian Bellisario dirigiu o episódio 7, intitulado "Guess Who's (Not) Coming to Sundance?". Em 22 de fevereiro de 2018, o cartaz da 2ª temporada foi divulgado.

## Episódios
| N.º na série | N.º na temp. | Título                                  | Dirigido por      | Escrito por                         | Exibição original   | Audiência (milhões) |
| ------------ | ------------ | --------------------------------------- | ----------------- | ----------------------------------- | ------------------- | ------------------- |
| 11           | 1            | "The Players"                           | Roger Kumble      | I. Marlene King                     | 4 de abril de 2018  | 0.29                |
| 12           | 2            | "La La Locked"                          | Roger Kumble      | Melissa Carter                      | 4 de abril de 2018  | 0.19                |
| 13           | 3            | "Totes on a Scandal"                    | Ron Lagomarsino   | Tawnya Bhattacharya & Ali Laventhol | 11 de abril de 2018 | 0.26                |
| 14           | 4            | "The Kids Aren't All Right"             | Geary McLeod      | Bryan M. Holdman                    | 18 de abril de 2018 | 0.21                |
| 15           | 5            | "Reality Bites Back"                    | Paula Hunziker    | John Webb & Garth Mueller           | 25 de abril de 2018 | 0.26                |
| 16           | 6            | "The Goodbye Boy"                       | Melanie Mayron    | Kateland Brown                      | 2 de maio de 2018   | 0.25                |
| 17           | 7            | "Guess Who's (Not) Coming to Sundance?" | Troian Bellisario | Bryan M. Holdman                    | 9 de maio de 2018   | 0.32                |
| 18           | 8            | "Look Who's Stalking"                   | Anna Mastro       | Tawnya Bhattacharya & Ali Laventhol | 16 de maio de 2018  | 0.24                |
| 19           | 9            | "Full Mental Jacket"                    | Norman Buckley    | Kateland Brown                      | 23 de maio de 2018  | 0.30                |
| 20           | 10           | "The Good, the Bad and the Crazy"       | Norman Buckley    | Melissa Carter                      | 30 de maio de 2018  | 0.22                |